# Dīmītrios Gounarīs
Dīmītrios Gounarīs (in greco Δημήτριος Γούναρης?; Patrasso, 5 gennaio 1866 – Atene, 15 novembre 1922) è stato un politico greco, Primo Ministro della Grecia.

## Biografia
Esponente del Partito dei Nazionalisti, assunse successivamente la guida del Partito Populista (Λαϊκὸν Κόμμα).
Ritenuto uno dei responsabili della catastrofe dell'Asia Minore, ossia della sconfitta della Grecia nella guerra turco-ellenica del 1922, venne sottoposto al processo dei Sei, condannato a morte e giustiziato.
Fu membro della Massoneria.